# ميخائيل كالينين
ميخائيل ايفانوفيتش كالينين (بالروسية: Михаи́л Ива́нович Кали́нин) كان ثوريًا بلشفيًا وسياسيًا والرئيس الأسمى لروسيا في الفترة من عام 1919 إلى عام 1946، وكان عضوا في المكتب السياسي للحزب الشيوعي السوفيتي وكان أحد الأصدقاء المقربين من الزعيم السوفيتي جوزيف ستالين.

## النشأة
ولد كالينين في قرية كاشينسكي في 19 نوفمبر 1875 لعائلة من الفلاحين، وكان الابن الأكبر لفيدور كالينين، أنهى كالينين تعليمه في مدرسة محلية في عام 1889 وعمل لفترة في مزرعة ثم انتقل إلى سانت بطرسبرغ، حيث وجد فرصة عمل كعامل في معمل المعادن في عام 1895 ثم كعامل في السكك الحديد في تبليسي وهناك التقى سيرجي اليليوف، والد الزوجة الثانية لستالين، وفي عام 1906 تزوج من الأستونية اكاترينا لوربيرغ.

## حياته السياسية
إنضم كالينين إلى حزب العمال الاشتراكي الديمقراطي الروسي(RSDLP) في عام 1898 وهو العام الذي أسس فيه الحزب. وقد تعرف على ستالين من خلال صديقه القديم سيرجي اليليوف، خلال الثورة الروسية عام 1905 انضم كالينين للبلاشفة وأصبح مشرف الاتحاد المركزي لعمال المعادن، كما كان كالينين هو المندوب في المؤتمر الرابع لحزب العمال الاشتراكي الديمقراطي الروسي في عام 1906 وكان هو أيضاً المندوب في مؤتمر الحزب البلشفي عام 1912 الذي عقد في براغ، حيث أنتخب عضواً مناوباً للجنة المركزية وأرسل للعمل داخل روسيا.
أعتقل كالينين بسبب نشاطاته السياسية في عام 1916 وأطلق سراحه خلال ثورة فبراير عام 1917 التي أطاحت بالدولة القيصرية وخلال هذه الفترة إنضم للجنة البلشفية في بتروغراد، وساعد في تنظيم وتحرير جريدة الحزب برافدا، دعم كالينين في أبريل 1917 مثله مثل العديد من البلاشفة، دعم دعماً مشروطا الحكومة المؤقتة بالتعاون مع حركة المناشفة وهو موقف يتعارض مع لينين وتابع لمعارضة انتفاضة مسلحة للإطاحة بالحكومة من ألكسندر كيرينسكي لكنه غير رأيه لاحقاً وأصبح مؤيدًا لإسقاط الحكومة المؤقتة. اختير كالينين رئيساً لبلدية مدينة بتروغراد في الانتخابات التي أجريت للمدينة في خريف عام 1917 ، والتي كان يديرها أثناء وبعد الثورة البلشفية، وفي عام 1919 أنتخب كالينين عضواً في اللجنة المركزية في الحزب الشيوعي الروسي، وكذلك عضواً مرشحاً للمكتب السياسي.
رقّي إلى العضوية الكاملة في المكتب السياسي في يناير / كانون الثاني عام 1926 وهو المنصب الذي احتفظ به حتى وفاته في عام 1946. وحل كالينين محل ياكوف سفيردلوف عند وفاته في مارس 1919 كرئيس للجنة التنفيذية المركزية لعموم روسيا، غُيّر اسم المنصب إلى الرئيس اللجنة التنفيذية المركزية لإتحاد الجمهوريات الاشتراكية السوفياتية في عام 1922 وإلى رئيس هيئة رئاسة مجلس السوفيات الأعلى في عام 1938. واصل كالينين عمله في هذا المنصب الرفيع حتى تقاعد في نهاية الحرب العالمية الثانية. وفي عام 1920 حضر كالينين المؤتمر العالمي الثاني للأممية الشيوعية في موسكو كجزء من الوفد الروسي حيث جلس على منصة الرئاسة وشارك بنشاط في المناقشات.

## في عهد ستالين

كالينين مع ستالين وفوروشيلوف وعدد من أعضاء الحزب.

كان كالينين صديقًا وحليفًا لستالين ووقف معة خلال الصراع المرير على السلطة الذي اندلع بعد وفاة لينين عام 1924 وألقى كالينين تقرير عن لينين والكومنترن إلى المؤتمر العالمي الخامس للاممية الشيوعية عام 1924 كان كالينين أحد المقربين القليلين لستالين وكان له دور مهم في إدارة الدولة باعتباره صانع القرار، قال الزعيم السوفيتي نيكيتا خروتشوف عن كالينين :«أنا لا أعرف ماذا قدم كالينين من عمل وإسهام في ظل لينين، ولكن في عهد ستالين كان هو الموقع الأسمى لجميع القرارات، بينما في الواقع قليل ٌ من الأشخاص شاركوا في العمل الحكومي، أشعر بالأسف لميخائيل إيفانوفيتش» اختفى كالينين عن الأنظار خلال حملة التصفية التي حدثت في عام 1937 بالرغم من كونه مواليًا لستالين إلا أنه كان يشعر بالأسى على أصدقائه الذين أعدموا.

## وفاته

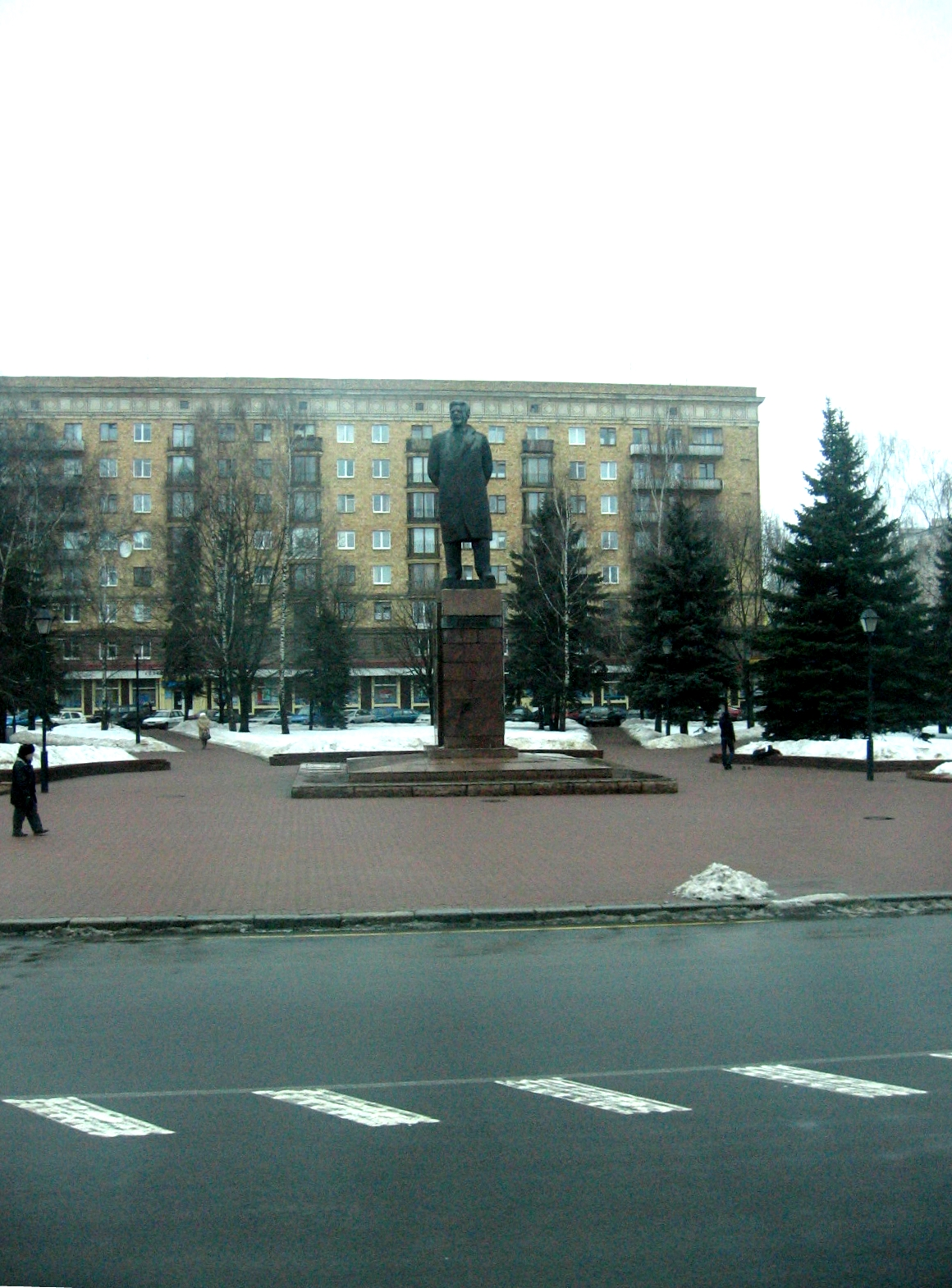
أحد تماثيل كالينين في مينسك.

تقاعد كالينين في عام 1946 ومات إثر إصابته بمرض السرطان، في يوم 3 يونيو من نفس العام في موسكو. تم تكريمه مع جنازة رسمية كبرى ودفن في مقبرة سور الكرملين، وأطلق اسمه على مدينة كالينينغراد التي مازالت محتفظة بهذا الاسم حتى يومنا هذا والتي كان اسمها كونيغسبرغ.

## وصلات خارجية
- ميخائيل كالينين على موقع الموسوعة البريطانية (الإنجليزية)
- ميخائيل كالينين على موقع مونزينجر (الألمانية)